# Żabieniec (Piecki)
Żabieniec [ʐaˈbjɛɲɛt͡s] (deutsch Probergswerder) ist ein kleiner Ort in der polnischen Woiwodschaft Ermland-Masuren. Er gehört zur Landgemeinde Piecki (Peitschendorf) im Powiat Mrągowski (Kreis Sensburg).

## Geographische Lage
Żabieniec liegt in der südlichen Mitte der Woiwodschaft Ermland-Masuren, zehn Kilometer südöstlich der Kreisstadt Mrągowo (deutsch Sensburg).
Die hier und in den polnischen Darlegungen genannte geographische Festlegung des Ortes Żabieniec stimmt nicht überein mit der Lage des bis 1945 Probergswerder genannten Ortes, der laut altem Kartenmaterial zwei Kilometer weiter südwestlich am Nordostufer des Großen Wongelsees (polnisch Jezioro Wągiel) lag (= (Geographische Lage von Probergswerder)).

## Geschichte
Der kleine 1785 Probergsch Werder und bis 1945 Probergswerder genannte und heute als Weiler (polnisch Osada) eingestufte Ort entstand mit einem kleinen Gehöft als Abbau der Gemeinde (Alt) Proberg (polnisch Nowy Probark) und zählte 1867 insgesamt 41 und 1885 noch 28 Einwohner. Am 13. Juni 1904 wurde er zusammen mit Jakobsdorf (polnisch Jakubowo), Klein Proberg (Probark Mały), Neuort, Ober Proberg (Probark Górny) und Proberg (Nowy Probark) zur neuen Landgemeinde Jakobsdorf eingegliedert und gehörte somit bis 1945 zum Amtsbezirk Proberg im Kreis Sensburg im Regierungsbezirk Gumbinnen (ab 1905: Regierungsbezirk Allenstein) in der preußischen Provinz Ostpreußen.
Seit 1945 gehört Probergswerder zu Polen mit der polnischen Namensform „Żabieniec“. Der Ort gehört zur Landgemeinde Piecki im Powiat Mrągowski (Kreis Sensburg), bis 1998 der Woiwodschaft Olsztyn (Allenstein), seither der Woiwodschaft Ermland-Masuren zugehörig.

## Kirche

### Evangelische Kirche
Probergswerder war bis 1945 in das evangelische Kirchspiel der Sensburger Pfarrkirche in der Kirchenprovinz Ostpreußen der Kirche der Altpreußischen Union eingegliedert. Der Bezug zu dem heute St.-Trinitatis-Kirche genannten Gotteshaus in Mrągowo besteht auch heute noch, freilich jetzt der Diözese Masuren der Evangelisch-Augsburgischen Kirche in Polen zugeordnet.

### Katholische Kirche
Vor 1945 war Probergswerder katholischerseits in die St.-Adalbert-Kirche in Sensburg im Bistum Ermland eingepfarrt. Heute gehört sie zur Pfarrei Kosewo (Kossewen, 1938 bis 1945 Rechenberg), die in Jakubowo (Jakobsdorf) eine Filialkirche unterhält. Sie ist in das Bistum Ełk der polnischen katholischen Kirche einbezogen.

## Verkehr
Żabieniec ist über einen Landweg von Jakubowo (Jakobsdorf) aus zu erreichen. Eine Bahnanbindung besteht nicht.